# 4826 Wilhelms
4826 Wilhelms је астероид главног астероидног појаса са средњом удаљеношћу од Сунца која износи 2,379 астрономских јединица (АЈ).
Апсолутна магнитуда астероида је 12,2.